# Víctor Estay
Víctor Estay, mit vollständigem Namen Víctor Manuel Estay Vásquez (* 24. Februar 1951 in El Melón, Región de Valparaíso), ist ein ehemaliger chilenischer Fußballspieler. Der Stürmer spielte sechs Mal für die Nationalmannschaft Chiles.

## Karriere

### Verein
Víctor Estay debütierte 1970 für Deportes Concepción und spielte neun Jahre für den Klub, für den er in 200 Ligaspielen 77 Tore erzielte. 1975 wurde der Stürmer mit seinem Klub Vizemeister. 1979 wechselte Estay zu Unión Española, wo er Nationalspieler wurde. Zum Abschluss seiner Karriere spielte er 1982 bei Deportes La Serena und 1983 bis 1984 für die Rangers de Talca.

### Nationalmannschaft
Für die chilenische Nationalmannschaft debütierte Estay im Juli 1979 beim Freundschaftscup Copa Juan Pinto Durán gegen Uruguay. Bei der Copa América 1979 spielte er vier Partien für La Roja, darunter als Startelfspieler in der Gruppenphase gegen Kolumbien und als Einwechselspieler in allen drei Finalspielen. Das Team von Luis Santibáñez gewann die Gruppe A vor den punktgleichen Kolumbianern und erreichte nach dem Halbfinalsieg über Peru das Finale gegen Paraguay. Im Finale setzte sich Paraguay im Entscheidungsspiel durch, nachdem zuvor beide Teams ihre Heimspiele gewonnen hatten. Für Estay war das Entscheidungsspiel das letzte seiner sechs Länderspiele, in denen er ohne Torerfolg blieb.

## Erfolge
Deportes Concepción
- Chilenischer Vizemeister: 1975

Chile
- Copa-América-Finalist: 1979